# Изили
Изили (итал. Isili) —  город (коммуна) в Италии, расположенная в регионе Сардиния. Подчиняется административному центру Кальяри.
Население составляет 2687 человек, плотность населения составляет 39,62 чел./км². Занимает площадь 67,84 км². Почтовый индекс — 8033. Телефонный код — 0782.
Покровителем населённого пункта считается святой Иосиф Каласанский. Праздник ежегодно празднуется 27 августа.